# Josh Emmett
Josh Emmett (Sacramento, 4 de março de 1985) é um lutador de artes marciais mistas (MMA) norte-americano, que atualmente compete na divisão peso-leve do Ultimate Fighting Championship (UFC). Lutador profissional desde 2011, ele também competiu pelo King of the Cage.

## Background
Emmett nasceu em Sacramento, Califórnia, em 1985. Ele estudou psicologia na faculdade, com a intenção de exercer a profissão, e obteve o diploma de Bacharel em Artes Liberais, no Menlo College. Emmett luta desde os 14 anos; começou no ensino médio, e continuou em seus anos universitários. Emmett lutou nas duas primeiras temporadas no nível da junior college, antes de se transferir para a NAIA de Menlo. Depois que sua carreira no colegial acabou, ele se juntou à equipe Ultimate Fitness, de Urijah Faber, para continuar seu desejo de competir em esportes de combate. Emmett também é um grappler realizado no jiu-jitsu brasileiro — já ganhou um campeonato mundial na modalidade sem quimono, na faixa azul.

## Carreira no MMA

### Início de carreira

#### 2011
Depois de compilar um cartel amador de 2-0, Emmett iniciou sua carreira profissional no MMA em 8 de outubro de 2011, e fez sua estreia no Capitol Fighting Championship, no peso-pena. Ele quebrou a mão no primeiro round, mas continuou na luta, e conseguiu ganhar por decisão unânime.
Emmett teve uma cirurgia em sua mão quebrada e passou um período de 10 meses sem competir. Ele voltou a treinar para se preparar para sua próxima luta, e quebrou a mesma mão em sua última sessão de sparring, antes do evento da luta, que o forçou a ter outra longa pausa antes de retornar.

#### 2013
Depois de sua primeira vitória profissional, ele fez um acordo para competir no West Coast Fighting Championship (WFC), e estreou em 3 de agosto de 2013, contra Mike Ryan, vencendo por finalização (guilhotina) no primeiro round.
Em 16 de novembro de 2013, enfrentou Noah Schnable, e derrotou-o em 45 segundos do primeiro round, por TKO (socos).

#### 2014
O terceiro adversário de Emmett no West Coast Fighting Championship foi Adin Duenas, em 15 de fevereiro de 2014. Ele conseguiu garantir uma vitória por decisão unânime.
Dois meses após a luta com Duenas, Emmettt enfrentou Tramain Smith, no West Coast Fighting Championship 9. Ele venceu a luta por TKO (socos) no primeiro round.
Em 13 de setembro de 2014, Emmett enfrentou Tony Rios, e os juízes deram vitória por decisão unânime a favor de Emmett.
Emmett enfrentou Brandon Ricetti, em 15 de novembro de 2014, no West Coast Fighting Championship 12, em uma luta de cinco rounds pelo Cinturão Peso-Leve. No quinto round, Emmett disparou socos, pressionando Recetti para vencer, até que Emmett atingiu Ricetti com uma joelhada e o nocauteou. O resultado inicial foi um No Contest, pois imaginou-se que Ricetti havia sido golpeado com uma joelhada ilegal. No entanto, a decisão foi anulada após a revisão do incidente, e uma vitória foi concedida a Emmett, por decisão técnica unânime. Emmett foi coroado Campeão Peso-Leve do WFC.

#### 2015
Após o cinturão da organização, Emmett voltou a competir quase um ano depois, em 3 de outubro de 2015, na promoção KOTC, enfrentando Rocky Johnson. Emmet mostrou seu poder de finalização e ganhou a luta com um triângulo de braço.

#### 2016
Emmett voltou a lutar no West Coast Fighting Championship, em 23 de janeiro de 2016, contra Christos Giagos, ex-lutador do UFC. Emmett garantiu uma vitória por TKO no 3° round.

### Ultimate Fighting Championship
Emmett estava com um cartel perfeito de 9-0, antes de se juntar ao UFC.

#### 2016
Emmett fez sua estreia na promoção por uma substituição de curto prazo, em 8 de maio de 2016, contra Jon Tuck, no UFC Fight Night: Overeem vs. Arlovski, onde ele substituiu o lesionado Nick Hein. Emmett sofreu uma fratura exposta em sua mão esquerda, e a luta foi interrompida brevemente pelo árbitro, depois foi reiniciada. Emmett garantiu uma vitória por decisão dividida (29-28, 28-29, 29-28).
Emmett enfrentaria Jeremy Kennedy, em 27 de agosto de 2016, no UFC on Fox 21. No entanto, Emmett foi forçado a sair do evento, devido a uma lesão.
Em 17 de dezembro de 2016, Emmett enfrentou Scott Holtzman, no UFC on Fox 22. A luta durou os três rounds, onde teve equilíbrio, mas os juízes concederam a vitória para Emmett por decisão unânime.

#### 2017
Emmett enfrentou o recém-chegado na organização, Desmond Green, em 8 de abril de 2017, no UFC 210. Emmett fez luta equilibrada com Green, e foi derrotado por decisão dividida (29-28, 28-29 e 30-27).
Emmett enfrentou Felipe Arantes, no peso-pena, em 21 de outubro de 2017, no UFC Fight Night 118. Ele ganhou a luta por decisão unânime. Emmett dedicou essa vitória ao filho de seu amigo, que tem problemas cardíacos com 11 anos e passou por uma cirurgia experimental.
Emmett enfrentou Ricardo Lamas, em 16 de dezembro de 2017, no UFC on Fox: Lawler vs. dos Anjos.  Na pesagem, Emmett bateu 148,5 libras (67,3 kg), 2,5 libras (1,1 kg) acima do limite do peso-pena, de 146 libras (66,2 kg), e a luta prosseguiu em peso-casado. Emmett cedeu 30% de sua bolsa para Lamas. Ele ganhou a luta por nocaute no primeiro round.

#### 2018
Emmet participou da luta principal da noite contra o veterano Jeremy Stephens em 24 de fevereiro de 2018, no UFC on Fox: Emmet vs Stephens. Depois de uma luta acirrada, Emmet foi derrubado com um soco e atingido por cotoveladas no chão que fraturaram seu osso orbital e lesionaram outros ossos de seu rosto. Emmet admitiu mais tarde que teve sorte de não perder seu olho ou sofrer danos permanentes devido as lesões.

#### 2019
Depois de mais de um ano de inatividade, Emmet retornou ao octógono em uma luta contre Michael Johnson, no UFC on ESPN: Barboza vs Gaethje. Emmet foi controlado pela maior parte da luta até nocautear seu oponente com uma finta de queda seguida por um soco no último minuto do 3° round.
Em 13 de Julho de 2019, Emmet enfrentou o bósnio Mirsad Bektić no UFC Fight Night: de Randamie vs Ladd. Emmet venceu a luta por nocaute no primeiro round. Emmet recebeu um prêmio de performance da noite.

#### 2020
Emmet retornou a competição no dia 20 de junho de 2020, enfrentando Shane Burgos no UFC on ESPN: Blaydes vs Volkov. Emmet lesionou seu joelho no início do primeiro round, depois de uma disputa acirrada nos dois primeiros rounds, Emmet conectou uma série de golpes contundentes no terceiro round, derrubando Burgos repetidamente. Emmet ganhou a luta por decisão unânime. Ambos lutadores receberam honras de Luta da Noite pela performance. Após a luta, Emmet foi afastado por ordem médica devido a uma série de lesões que sofreu no início da luta, incluindo um rompimento de ligamento de joelho.

## Campeonatos e realizações

### Artes marciais mistas
- Campeão Peso-Leve do West Coast Fighting Championship (WCF) (uma vez)[9]

## Cartel no MMA
| Cartel no MMA   |             |            |
| 19 lutas        | 17 vitórias | 2 derrotas |
| Por nocaute     | 6           | 1          |
| Por finalização | 2           | 0          |
| Por decisão     | 9           | 1          |

| Res.    | Cartel | Oponente        | Método                           | Evento                                       | Data       | Round | Tempo | Local                   | Notas                                             |
| ------- | ------ | --------------- | -------------------------------- | -------------------------------------------- | ---------- | ----- | ----- | ----------------------- | ------------------------------------------------- |
| Vitória | 19-4   | Bryce Mitchell  | Nocaute (soco)                   | UFC 296: Edwards vs. Covington               | 16/12/2023 | 1     | 1:57  | Las Vegas, Nevada       | Performance da Noite.                             |
| Derrota | 18-4   | Ilia Topuria    | Decisão (unânime)                | UFC on ABC: Emmett vs. Topuria               | 24/06/2023 | 5     | 5:00  | Jacksonville, Flórida   |                                                   |
| Derrota | 18-3   | Yair Rodriguez  | Finalização (triângulo)          | UFC 284: Makhachev vs. Volkanovski           | 12/02/2023 | 2     | 4:19  | Perth                   | Pelo Cinturão Peso Pena Interino do UFC.          |
| Vitória | 18-2   | Calvin Kattar   | Decisão (dividida)               | UFC on ESPN: Kattar vs. Emmett               | 18/06/2022 | 5     | 5:00  | Austin, Texas           |                                                   |
| Vitória | 17-2   | Dan Ige         | Decisão (unânime)                | UFC 269: Oliveira vs. Poirier                | 11/12/2021 | 3     | 5:00  | Las Vegas, Nevada       |                                                   |
| Vitória | 16-2   | Shane Burgos    | Decisão (unânime)                | UFC on ESPN: Blaydes vs. Volkov              | 20/06/2020 | 3     | 5:00  | Las Vegas, Nevada       | Luta da Noite.                                    |
| Vitória | 15-2   | Mirsad Bektić   | Nocaute Técnico (socos)          | UFC Fight Night: de Randamie vs. Ladd        | 13/07/2019 | 1     | 4:25  | Sacramento, Califórnia  | Performance da Noite.                             |
| Vitória | 14–2   | Michael Johnson | Nocaute (soco)                   | UFC on ESPN: Barboza vs. Gaethje             | 30/03/2019 | 3     | 4:14  | Filadélfia, Pensilvânia |                                                   |
| Derrota | 13-2   | Jeremy Stephens | Nocaute (socos e cotoveladas)    | UFC on Fox: Emmett vs. Stephens              | 24/02/2018 | 2     | 1:35  | Orlando, Flórida        |                                                   |
| Vitória | 13-1   | Ricardo Lamas   | Nocaute (soco)                   | UFC on Fox: Lawler vs. dos Anjos             | 16/12/2017 | 1     | 4:33  | Winnipeg, Manitoba      | Peso Casado (148,5 lbs). Emmett não bateu o peso. |
| Vitória | 12-1   | Felipe Arantes  | Decisão (unânime)                | UFC Fight Night: Cerrone vs. Till            | 21/10/2017 | 3     | 5:00  | Danzigue                | Voltou aos Penas.                                 |
| Derrota | 11-1   | Desmond Green   | Decisão (dividida)               | UFC 210: Cormier vs. Johnson II              | 08/04/2017 | 3     | 5:00  | Buffalo, Nova York      |                                                   |
| Vitória | 11-0   | Scott Holtzman  | Decisão (unânime)                | UFC on Fox: VanZant vs. Waterson             | 17/12/2016 | 3     | 5:00  | Sacramento, Califórnia  |                                                   |
| Vitória | 10-0   | Jon Tuck        | Decisão (dividida)               | UFC Fight Night: Overeem vs. Arlovski        | 08/05/2016 | 3     | 5:00  | Rotterdam               | Estreia no UFC.                                   |
| Vitória | 9-0    | Christos Giagos | Nocaute Técnico (socos)          | West Coast Fighting Championship 16          | 23/01/2016 | 3     | 2:21  | Sacramento, Califórnia  | Defendeu o Cinturão Peso Leve do WCFC.            |
| Vitória | 8-0    | Rocky Johnson   | Finalização (triângulo de braço) | KOTC: Total Elimination                      | 03/10/2015 | 1     | 2:45  | Oroville, Califórnia    | Peso-casado (165 lbs).                            |
| Vitória | 7-0    | Brandon Ricetti | Decisão Técnica (unânime)        | West Coast Fighting Championship 12          | 15/11/2014 | 5     | 0:24  | Sacramento, Califórnia  | Ganhou o Cinturão Peso Leve do WCFC.              |
| Vitória | 6-0    | Tony Rios       | Decisão (unânime)                | West Coast Fighting Championship 11          | 13/09/2014 | 3     | 5:00  | Sacramento, Califórnia  |                                                   |
| Vitória | 5-0    | Tramain Smith   | Nocaute Técnico (socos)          | West Coast Fighting Championship 9           | 26/04/2014 | 1     | 2:28  | Sacramento, Califórnia  | Estreia no peso-leve.                             |
| Vitória | 4-0    | Adin Duenas     | Decisão (unânime)                | West Coast Fighting Championship 8           | 15/02/2014 | 3     | 5:00  | Sacramento, Califórnia  |                                                   |
| Vitória | 3-0    | Noah Schnable   | Nocaute Técnico (socos)          | West Coast Fighting Championship 7           | 16/11/2013 | 1     | 0:45  | Jackson, Califórnia     |                                                   |
| Vitória | 2-0    | Mike Ryan       | Finalização (guilhotina)         | West Coast Fighting Championship 6           | 03/08/2013 | 1     | 1:52  | Placerville, Califórnia |                                                   |
| Vitória | 1-0    | Emilio Gonzales | Decisão (unânime)                | Capitol Fighting Championships: Fall Classic | 08/10/2011 | 3     | 5:00  | Sacramento, Califórnia  | Estreia no peso-pena.                             |